# 巌雄謙治
巌雄 謙治（がんゆう けんじ、1970年8月6日 - ）は、兵庫県姫路市出身で北の湖部屋に所属した元大相撲力士。 本名は平野 建司（ひらの けんじ、後に兼司）、李 建司。身長185cm、体重173kg。得意技は右四つ、寄り、叩き。最高位は西前頭筆頭（1997年9月場所）。現在は年寄、山響。

## 概説
姫路市立朝日中学校時代はバスケットボールや砲丸投などに借り出されていたが、中学校3年から新日本製鐵広畑相撲教室に通い本格的に相撲を始めた。引退間もない北の湖親方に入門を勧められ、1986年3月場所で初土俵を踏む。ちなみに彼が北の湖部屋最初の入門力士（北の湖の一番弟子）である。
入門から2年半で幕下に昇進するなど早くから頭角を現すが、一時は怪我で序二段に下がるなど苦労した。それでも1991年11月場所において、東幕下筆頭の地位で1勝3敗から3連勝して勝ち越しを決め、入門からおよそ7年かけて新十両昇進を果たした。しかし新十両の場所は7日目からの9連敗もあって3勝12敗の成績で1場所で幕下に陥落。その後は故障もあって幕下で長く低迷したが、1995年5月場所において西幕下7枚目の地位で幕下優勝を果たし、翌7月場所で3年半ぶりの十両昇進を果たした。この場所を9勝6敗と関取として初の勝ち越しを決めると、そのまま勝ち越しを続けて1996年3月場所において新入幕を果たした。幕内昇進後は主に幕内中位で安定した成績を残した。時折番付運に恵まれて上位に顔を出したが、いずれも大敗して上位定着はできなかった。幕内を連続23場所務めたが、1999年11月場所において東前頭14枚目の地位で10敗5休という成績で十両に陥落。陥落後も2場所続けて負け越し、同年5月場所には幕下まで陥落したため場所前の4月に引退した。番付上は2000年5月場所の幕下が最後となる。
仕切り線に近い所で仕切って立ち、体格を生かして左上手を取って寄る取り口で、両膝を負傷していたため、下がり出すと脆かったので上位に定着できなかった。立合いに変わっての叩き込みが多かった。
引退後は、準年寄・巌雄、年寄・小野川を経て山響を襲名。
2014年1月30日に日本相撲協会が公益財団法人に移行したことに伴い、湊川親方、大嶽親方と共に日本相撲協会の評議員に就任した。これに伴い、評議員在任中は番付上の表記が本名の「平野 兼司」となっていた。2016年1月21日に、同年の理事候補選挙への立候補を理由に辞表を提出し、同日中に評議員退任が承認された。
2015年11月場所（九州場所）中の2015年11月20日、部屋付き親方として所属する北の湖部屋の師匠、北の湖敏満（公益財団法人日本相撲協会理事長）が直腸がんによる多臓器不全により死去したため、翌21日の日本相撲協会臨時理事会により、所属力士は親方（師匠）がいないと本場所の土俵に上がれないための緊急措置として師匠代行となり、2015年11月場所中は所属力士は場内アナウンスや星取り表上など北の湖部屋で行われた。場所後に部屋を継承し、北の湖部屋から改称された「山響部屋」の師匠となった。
2016年1月29日に日本相撲協会の理事候補選挙が行われ、10票を獲得して当選を果たした。この時から山響は貴乃花派と見られており、同年3月28日の理事会で行われた理事長選では、当選した現職理事長の八角（元・北勝海）ではなく貴乃花を相撲協会の新しい理事長に推している。
日本相撲協会理事としては2期4年務め、在任中は相撲教習所の所長を務めた。
2018年2月3日の理事候補選挙では事前の報道によると前回獲得した票数である10票に達することは難しいと見られており、実際に8票しか獲得できなかったが、2016年1月の理事候補選挙で自身が推していた貴乃花が2票の獲得にとどまったため2選を果たす。2020年の理事候補選挙では3選を目指していたが劣勢が予想されており、出馬を見送った。これにより選挙は6期12年ぶりの“無風”で立候補者の無投票当選が決定した。

## エピソード
- 元在日韓国人（三世）であることを公にしており、長野オリンピックの際には志願して韓国選手団の先導を務めた（他に、在日韓国人であることを公言していた当時の関取には、金開山＝本名登録が 金 龍水→松山龍水 がいた）[9]。アルペンスキーヤーの許勝旭は旗手だった。
- 現役時代より、同じ1970年（昭和45年）生まれの蒼樹山（学年は上）、敷島（同学年）と仲が良く、3人の現役時代の最高位は揃って西前頭筆頭だった。
- 吉本新喜劇にゲスト出演した事がある。池乃めだかの参謀としての役だった。
- 師匠の北の湖の急逝によって後継者となり、北の湖部屋を引き継ぎ山響部屋として師匠を務めることになった。北の湖は、姫路市出身だった先代増位山に育てられたが、奇しくも師匠と同郷となる姫路市出身の直弟子・巌雄に部屋を継承させることになった。
- 現役時代に使用していた化粧廻しは北の湖が1ヶ月かけて原画を製作して出来上がったものであった[10]。

## 主な成績
- 通算成績：400勝382敗46休 勝率.512
- 幕内成績：144勝195敗6休 勝率.425
- 現役在位：85場所
- 幕内在位：23場所
- 各段優勝
  - 幕下優勝：2回（1991年9月場所、1995年5月場所）
  - 序二段優勝：1回（1989年9月場所）

### 場所別成績
| | 一月場所 初場所（東京） | 三月場所 春場所（大阪） | 五月場所 夏場所（東京）   | 七月場所 名古屋場所（愛知） | 九月場所 秋場所（東京） | 十一月場所 九州場所（福岡） |
| --- | ----------------------- | ----------------------- | ------------------------- | --------------------------- | ----------------------- | --------------------------- |
| 1986年 （昭和61年） | x                       | （前相撲）              | 西序ノ口10枚目 4–3        | 西序二段123枚目 4–3         | 西序二段97枚目 3–4      | 西序二段111枚目 6–1         |
| 1987年 （昭和62年） | 西序二段40枚目 5–2      | 西序二段4枚目 2–5       | 西序二段39枚目 5–2        | 東序二段4枚目 4–3           | 西三段目90枚目 5–2      | 東三段目54枚目 3–4          |
| 1988年 （昭和63年） | 東三段目68枚目 6–1      | 東三段目18枚目 4–3      | 東三段目5枚目 4–3         | 東幕下46枚目 5–2            | 東幕下28枚目 1–6        | 西幕下56枚目 休場 0–0–7     |
| 1989年 （平成元年） | 西幕下56枚目 4–3        | 東幕下44枚目 0–1–6      | 東三段目20枚目 休場 0–0–7 | 東三段目80枚目 休場 0–0–7   | 西序二段40枚目 優勝 7–0 | 東三段目45枚目 6–1          |
| 1990年 （平成2年） | 東幕下60枚目 3–4        | 東三段目15枚目 3–4      | 西三段目31枚目 6–1        | 東幕下52枚目 5–2            | 東幕下31枚目 4–3        | 西幕下18枚目 3–4            |
| 1991年 （平成3年） | 西幕下25枚目 6–1        | 東幕下8枚目 2–5         | 西幕下20枚目 4–3          | 東幕下13枚目 3–4            | 東幕下18枚目 優勝 7–0   | 東幕下筆頭 4–3              |
| 1992年 （平成4年） | 東十両13枚目 3–12       | 東幕下9枚目 5–2         | 西幕下4枚目 休場 0–0–7    | 東幕下44枚目 2–5            | 西三段目3枚目 6–1       | 東幕下33枚目 5–2            |
| 1993年 （平成5年） | 西幕下20枚目 0–1–6      | 西幕下60枚目 6–1        | 東幕下31枚目 4–3          | 西幕下24枚目 3–4            | 西幕下32枚目 5–2        | 西幕下20枚目 3–4            |
| 1994年 （平成6年） | 東幕下29枚目 3–4        | 西幕下42枚目 5–2        | 西幕下26枚目 6–1          | 東幕下12枚目 3–4            | 東幕下20枚目 5–2        | 西幕下12枚目 3–4            |
| 1995年 （平成7年） | 東幕下20枚目 4–3        | 東幕下15枚目 5–2        | 西幕下7枚目 優勝 7–0      | 東十両11枚目 9–6            | 西十両7枚目 9–6         | 東十両3枚目 8–7             |
| 1996年 （平成8年） | 東十両2枚目 9–6         | 東前頭15枚目 9–6        | 東前頭8枚目 6–9           | 東前頭13枚目 8–7            | 東前頭12枚目 8–7        | 東前頭7枚目 6–9             |
| 1997年 （平成9年） | 東前頭12枚目 8–7        | 西前頭6枚目 7–8         | 東前頭7枚目 7–8           | 西前頭8枚目 8–7             | 西前頭筆頭 3–12         | 東前頭7枚目 7–8             |
| 1998年 （平成10年） | 東前頭9枚目 8–7         | 西前頭3枚目 3–12        | 東前頭8枚目 8–7           | 東前頭5枚目 3–12            | 西前頭11枚目 8–7        | 西前頭3枚目 3–12            |
| 1999年 （平成11年） | 西前頭10枚目 8–7        | 西前頭7枚目 5–10        | 東前頭12枚目 7–7–1        | 西前頭14枚目 9–6            | 西前頭9枚目 5–10        | 東前頭14枚目 0–10–5         |
| 2000年 （平成12年） | 東十両10枚目 7–8        | 東十両12枚目 2–13       | 東幕下10枚目 引退 0–0–0   | x                           | x                       | x                           |
| 各欄の数字は、「勝ち-負け-休場」を示す。 優勝 引退 休場 十両 幕下 三賞：敢=敢闘賞、殊=殊勲賞、技=技能賞 その他：★=金星 番付階級：幕内 - 十両 - 幕下 - 三段目 - 序二段 - 序ノ口 幕内序列：横綱 - 大関 - 関脇 - 小結 - 前頭（「#数字」は各位内の序列） |                         |                         |                           |                             |                         |                             |

### 幕内対戦成績
| 力士名   | 勝数 | 負数 | 力士名   | 勝数 | 負数 | 力士名   | 勝数 | 負数 | 力士名   | 勝数 | 負数 |
| -------- | ---- | ---- | -------- | ---- | ---- | -------- | ---- | ---- | -------- | ---- | ---- |
| 蒼樹山   | 2    | 5    | 安芸乃島 | 1    | 6    | 安芸ノ州 | 1    | 2    | 曙       | 0    | 2    |
| 朝乃翔   | 5    | 5    | 朝乃若   | 7    | 2    | 旭豊     | 1    | 1    | 皇司     | 0    | 1    |
| 大日ノ出 | 3    | 1    | 小城錦   | 4    | 3    | 小城ノ花 | 1    | 0    | 魁皇     | 2    | 2    |
| 海鵬     | 2    | 3(1) | 春日富士 | 2    | 0    | 北勝鬨   | 2    | 5    | 旭鷲山   | 1    | 5    |
| 旭天鵬   | 2    | 3(1) | 旭道山   | 2    | 1    | 金開山   | 0    | 1    | 剣晃     | 0    | 4    |
| 五城楼   | 2    | 2    | 琴稲妻   | 7    | 6    | 琴錦     | 1    | 2    | 琴ノ若   | 4    | 3    |
| 琴別府   | 2    | 1    | 琴龍     | 7    | 4    | 小錦     | 3    | 3    | 敷島     | 6    | 5    |
| 大至     | 4    | 1    | 大翔鳳   | 1    | 1    | 大善     | 2    | 1    | 大飛翔   | 0    | 1    |
| 貴闘力   | 2    | 6    | 貴ノ浪   | 0    | 5    | 貴乃花   | 0    | 5    | 隆乃若   | 0    | 1    |
| 玉春日   | 0    | 6    | 千代大海 | 2    | 1    | 千代天山 | 1    | 2    | 出島     | 0    | 4    |
| 寺尾     | 4    | 8    | 闘牙     | 1    | 4    | 時津海   | 2    | 2    | 土佐ノ海 | 2    | 3    |
| 栃東     | 0    | 3    | 栃乃洋   | 1    | 7    | 栃乃和歌 | 4    | 6    | 浪乃花   | 0    | 2    |
| 濱ノ嶋   | 8    | 7    | 肥後ノ海 | 10   | 4    | 舞の海   | 0    | 1    | 三杉里   | 1    | 1    |
| 水戸泉   | 6    | 4    | 湊富士   | 6    | 2    | 武蔵丸   | 0    | 4    | 武双山   | 0    | 5    |
| 大和     | 1    | 2    | 燁司     | 1    | 1    | 力櫻     | 3    | 3    | 若翔洋   | 2    | 0    |
| 若の里   | 1    | 3    | 若ノ城   | 6    | 3    | 若乃花   | 0    | 2    | 和歌乃山 | 0    | 2    |

## 改名歴
- 平野 建司（ひらの けんじ）1986年3月場所-1986年3月場所
- 厳雄 建司（がんゆう -）1986年5月場所-1986年7月場所
- 巖雄 建司（がんゆう -）1986年9月場所-1992年9月場所
- 巌雄 謙治（- けんじ）1992年11月場所-2000年5月場所

## 年寄変遷
- 巌雄 謙治（がんゆう けんじ）2000年4月-2001年12月［準年寄］
- 小野川 謙治（おのがわ -）2001年12月-2002年3月
- 小野川 兼司（- けんじ）2002年3月-2006年12月
- 山響 兼司（やまひびき -）2006年12月-2007年2月
- 山響 謙司（やまひびき -）2007年2月-